# João Paulo Bravo
João Paulo Pereira Bravo (Presidente Prudente, 7 de janeiro de 1979) é voleibolista brasileiro com vasta experiência em clubes internacionais e por estes coleciona conquistas e resultados de relevância. Também esteve presente em conquistas pela seleção Brasileira, entre os mais expressivos estão: ouro na Liga Mundial de 2009., a medalha de ouro no Campeonato Mundial de 2010 e no ano de 2011 foi ouro no Campeonato Sul-Americano, vice-campeonato da Liga Mundial  e bronze na Copa do Mundo.

## Carreira
A trajetória deste ponteiro até a seleção brasileira foi extensa.Iniciou a jogar voleibol ainda na escola com 12 anos de idade, e o  primeiro técnico  foi seu pai, que era professor de Educação Física do colégio.
Decidido a trilhar carreira profissional, João Paulo participou de testes nas famosas peneiras do Sport Club Corinthians Paulista, cujo ano era 1995.Tempos depois migrou para Recife, posteriormente para o Paraná onde defendeu o Comercial /Arapongas.
Ao deixar o clube paranaense migrou para Blumenau onde defendeu o  Barão Hering, quando disputou sua primeira Superliga Brasileira A 1999-00, sendo a revelação da edição e conquistou o título da Copa Brasil de 1999.Na temporada 2000-01, foi contratado pela Unisul/PierrySport e conquistou a terceira colocação na Superliga Brasileira A 2000-01 mesma colocação obtida  na Superliga Brasileira A 2001-02.
Com apenas 22 anos recebe um proposta do  o time belga Noliko Maaseik e acerta em 2002 com este e o defendeu nas competições de 2002-03.Na temporada 2002-03 vestindo a camisa#6 conquistou o título da Copa da Bélgica e o título do Campeonato Belga e foi o MVP desta edição, além disso foi campeão também da Supercopa da Belga  2003 e chegou as quartas de final da Liga dos Campeões.
Na temporada 2003-04 novamente pára nas quartas de final, mas é bicampeão da liga belga e da Copa da Bélgica.João Paulo aproveitando o fim de temporada, acerta com clube portorriquenho Gigantes Adjuntas para disputar  Liga Superior de Voleibol Masculino  deste país no ano de 2004 sendo vice-campeão nesta edição.
Na temporada 2004-05 pelo time belga foi vice-campeão da liga belga, na Liga dos Campeões avançou apenas até o Playoff 06.Transferiu-se para o voleibol italiano na jornada 2005-06 e defendeu o clube Copra Berni Piacenza onde na Liga A1 Italiana terminou na quinta posição na fase de classificação e não avançou além das quartas de final e na Copa A1 da Itália é vice-campeão, mesmo resultado na Top Teams Cup e no Troféu Tim.
No fim da temporada italiana, João Paulo volta para defender o Gigantes Adjuntas para disputar  Liga Superior  deste país no ano de 2006 foi  vice-campeão desta edição Na temporada 2006-07 assina com o Tonno Callipo Vibo Valentia e o defende na Liga A1 Italiana, mas terminaram na penúltima posição, ou seja, décima terceira colocação.
Continuou no voleibol italiano e retornou a sue antigo clube Copra Berni Piacenza no qual termina na sexta colocação da Liga A1 Italiana e  na fase de playoff chega a final, perdendo ficando com o vice-campeonato, sucumbiu nas quartas de final na Copa A1 da Itália  e na Liga dos Campeões  na Fase de grupos termina em primeiro e se classifica para fase final, terminando com o vice-campeonato e ainda foi eleito Melhor Sacador desta edição.
Em sua segunda temporada  pelo Piacenza , terminou na quinta colocação na fase de classificação da Liga A1 Italiana, contribuindo para classificar sua equipe para fase seguinte, na qual  chegou a final e conquistou seu primeiro título  da Liga A1 Italiana na edição da temporada  2008-09, sendo a revanche contra equipe Itas Diatec Trentino que os derrotaram na temporada passada.Na Copa A1 Itália chegou as semifinais, mas foram eliminados, na Liga dos Campeões fazem uma boa campanha no Grupo D primeira etapa, mas nas oitavas de final sofrem eliminação.
Em sua última temporada pelo clube  CoprAtlantide Piacenza contribuiu para o sétimo lugar na fase de classificação da Liga A1 Italiana, obtendo a classificação para o playoff, nas quartas de final sofre eliminação, assim como na Copa A1 da Itália, sucumbindo na mesma fase; mas conquistou o título da Tim Supercopa  Italiana  em 2009 e na Liga dos Campeões  fica em primeiro lugar no Grupo E e  chegam a semifinal.
Seu desempenho na Liga Italiana rendeu a João Paulo a convocação para seleção brasileira para disputar a Liga Mundial de 2009, onde conquistou seu primeiro ouro na seleção.Em 2010 o técnico da seleção brasileira Bernardo Rezende o convoca para desempenhar a função de  líbero em substituição do  titular absoluto da posição o Serginho que estava se recuperando de cirurgia de hérnia de disco, no Torneio Hubert Jerzeg Wagner, na Polônia e na Liga Mundial, devido sua regularidade no passe e defesa.
A dedicação apresentada e rendimento  nas convocações anteriores, João Paulo garantiu uma vaga Campeonato Mundial  2010, que se realizaria na Itália, país onde passou parte de sua carreia e a emoção foi tanta pela convocação que João Paulo declarou: “É uma das maiores emoções de minha vida. Defender o Brasil no Mundial é o mesmo que, para um jogador de futebol, ser convocado para a Copa do Mundo”.
No Mundial de 2010 a seleção brasileira sofreu acusações de ter “entregado o jogo” para ter o caminho mais fácil na competição, tudo isso devido a problemas de contusões  da equipe e muitos desconheciam que a FIVB não permitiu a convocação de um levantador  em substituição de Marlon, pois, Bruno Rezende estava sobrecarregado  sem reserva, o técnico Bernardinho improvisou e resgatou o começo de carreira de Théo que  foi levantador, devido a problemas Bruno não pode jogar ele entrou e o Brasil perdeu para seleção búlgara por 3x0 (25-18, 25-20 e 25-20),para ficar em segundo lugar na segunda fase de grupos e cair no grupo, teoricamente menos complexo, sendo apupados pela torcida presente no mundial, pessoas virando as costas. Na final devolveram a derrota para seleção cubana na primeira fase e  conquistaram o título mundial.
Na temporada 2010-11 foi contratado para vestir a camisa#13 da equipe turca  Arkas Spor Izmir sendo campeão em 2011 da Copa da Turquia e vice-campeão da Copa Capital Challenger GM e da Supercopa da Turquia e o vice-campeonato da Liga A Turca.Foi convocado para seleção brasileira em 2011 para disputar a Liga Mundial , já que o técnico da seleção não contava com Murilo Endres , sendo João Paulo sua opção, principalmente para manter o alto nível na recepção.Pela seleção chegou a fase final da Liga Mundial de 2011, terminando com a medalha de prata desta edição.No mesmo ano serviu a seleção brasileira no Campeonato Sul-Americano  realizado no Brasil , conquistando mais um ouro para o país.
Defendeu o clube turco  na temporada 2011-12 e terminou no quarto lugar da Liga dos Campeões , além vice-campeonato  da Liga A Turca,  sendo campeão em 2011 da Copa da Turquia e vice-campeão da Copa Capital Challenger GM. João Paulo em 2012 por causa de uma hérnia de disco, não pode disputar sua primeira edição dos Jogos Olímpicos de Verão que seria em Londres. Passou por uma  cirurgia  e se recuperava  para estar pronto  para disputar a Liga dos Campeões em dezembro do mesmo ano pelo Arkas Spor.
Na temporada 2012-13 continuou defendendo o Arkas Spor sagrando-se campeão da Liga A Turca, foi também vice-campeão tanto na Copa da Turquia e Supercopa da Turquia.
Após temporadas jogando fora do país, João Paulo  assina com Vôlei Brasil Kirin para temporada 2013-14 e sagrou-se vice- campeão paulista em 2013 e 3 Lugar na Superliga Brasileira..Atuou também na temporada de 2014-15 na equipe de Campinas, sendo Vice Campeão da Copa do Brasil.
Ainda e 2015 atuou pelo Al Arabi, clube do Qatar no qual disputou o Campeonato Asiático de Clubes e terminou com o Vice Campeonato.
Em outubro de 2015, retornou para a equipe turca do Arkas Spor para substituir o também brasileiro Mauricio Borges devido a uma fratura no pé. Segue no clube turco por mais 4 temporadas como ponteiro e na temporada 2019-20 muda de posição e passa jogar como líbero. Nas temporadas de 2018 e 2019 no período de seleções passa a comandar a Seleção Sub 21 Canadense, sendo 3 Lugar na U-21 Continental Championship em Havana, após derrotar a equipe dos EUA na disputa da medalha de bronze. Em 2019 em Lima  termina a Pan American Cup em 2 Lugar perdendo a final para a equipe de Cuba porém com este resultado se classifica para a disputa do Mundial da categoria no Bahrain. 

## Clubes
| Clube                        | País       | De   | Até  |
| Corinthians                  | Brasil     | 1995 | 1996 |
| Recife                       | Brasil     | 1996 | 1998 |
| Comercial /Arapongas         | Brasil     | 1998 | 1999 |
| Barão Hering/ Blumenau       | Brasil     | 1999 | 2000 |
| Unisul/PierrySport           | Brasil     | 2000 | 2001 |
| Unisul/Florianópolis         | Brasil     | 2001 | 2002 |
| Noliko Maaseik               | Bélgica    | 2002 | 2003 |
| Noliko Maaseik               | Bélgica    | 2003 | 2004 |
| Gigantes Adjuntas            | Porto Rico | 2004 | 2005 |
| Noliko Maaseik               | Bélgica    | 2004 | 2005 |
| Copra Berni Piacenza         | Itália     | 2005 | 2006 |
| Gigantes Adjuntas            | Porto Rico | 2005 | 2006 |
| Tonno Callipo Vibo Valentia  | Itália     | 2006 | 2007 |
| Copra Nordmeccanica Piacenza | Itália     | 2007 | 2008 |
| Copra Nordmeccanica Piacenza | Itália     | 2008 | 2009 |
| CoprAtlantide Piacenza       | Itália     | 2009 | 2010 |
| Arkas Spor Izmir             | Turquia    | 2010 | 2011 |
| Arkas Spor Izmir             | Turquia    | 2011 | 2012 |
| Arkas Spor Izmir             | Turquia    | 2012 | 2013 |
| Campinas                     | Brasil     | 2013 | 2014 |
| Campinas                     | Brasil     | 2014 | 2015 |
| Al Arabi Qatar (volleyball)  | Catar      | 2014 | 2015 |
| Arkas Spor Izmir             | Turquia    | 2015 | 2020 |

## Títulos e Resultados
- 1999-2000  Campeão da Copa Brasil[4]
- 1999-2000 12 Lugar Superliga Brasileira A[6]
- 2000-2001  3 Lugar Superliga Brasileira A[6]
- 2001-2002  3 Lugar Superliga Brasileira A[6]
- 2002-2003  Campeão da Liga A Belga[9]
- 2002-2003  Campeão da Copa da Bélgica[9]
- 2002-2003  1/4  da Liga dos Campeões[8]
- 2003-2004  Campeão da Supercopa da Bélgica[9]
- 2003-2004  1/4  da Liga dos Campeões[10]
- 2003-2004  Campeão da Liga A Belga[10]
- 2003-2004  Campeão da Copa da Bélgica
- 2004-2005  Vice Campeão da Liga A Belga[13]
- 2005-2006  5 Lugar da Liga A1 Italiana[14]
- 2005-2006  Vice Campeão  Copa A1 da Italia[14]
- 2005-2006  Campeão da Top Teams Cup Liga A1 Italiana[14]
- 2006   Vice Campeão da Liga A Portorriquenha[12]
- 2006-2007  13 Lugar da Liga A1 Italiana[15]
- 2007-2008  Vice Campeão  da Liga A1 Italiana[16]
- 2007-2008  1/4 da Copa A1 da Itália[16]
- 2007-2008  Vice Campeão da Liga dos Campeões[16]
- 2008-2009  Campeão  da Liga A1 Italiana[16]
- 2008-2009  1/2 da Copa A1 da Itália[16]
- 2008-2009  1/8 da Liga dos Campeões[16]
- 2009-2010  7 Lugar da Liga A1 Italiana[18]
- 2009-2010  1/4 da Copa A1 da Itália[18]
- 2009-2010  Campeão da Tim Supercopa da Itália[18]
- 2009-010  1/2 da Liga dos Campeões[18]
- 2010-2011  Vice Campeão da Copa Capital Challenger GM[22]
- 2010-2011  Campeão da Copa da Turquia[22]
- 2011  Vice Campeão da Supercopa da Turquia
- 2010-2011  Vice Campeão da Liga A Turca[22]
- 2011-2012  Vice Campeão da Liga A Turca[18]
- 2011-2012  1/4 da Liga dos Campeões[18]
- 2012-2013  Campeão da Liga A Turca[22]
- 2012-2013  Vice Campeão da Copa da Turquia[22]
- 2012-2013  Vice Campeão da Supercopa da Turquia[22]
- 2013- 2014  Vice Campeão do Campeonato Paulista[24]
- 2013-2014  3 Lugar Superliga Brasileira
- 2014-2015  Vice Campeão da Copa do Brasil
- 2014-2015  Vice Campeão Asiático de Clubes
- 2015-2016  3 Lugar Liga A Turca
- 2016-2017  Vice Campeão da Liga A Turca
- 2017-2018  Vice Campeão da Liga A Turca
- 2018-2019  Vice Campeão da Liga A Turca
- Como treinador:
- 2018  3 Lugar U-21 Continental Championship - Cuba
- 2019  Vice Campeão U-21 Pan American Cup - Lima
- 2019   12 Lugar U-21 World Championship - Bahrain

## Premiações Individuais
- 1999-Revelação da Superliga Brasileira A[4]
- 2002-03-MVP da Liga A Belga[17]
- 2007-08-Melhor Sacador da Liga dos Campeões[17]

## Ligações Externas
- Perfil João Paulo Bravo-FIVB-Federação Internacional de Voleibol(en)
- Blog de Joao Paulo Bravo(pt)